# Loi de Magnus VI de Norvège

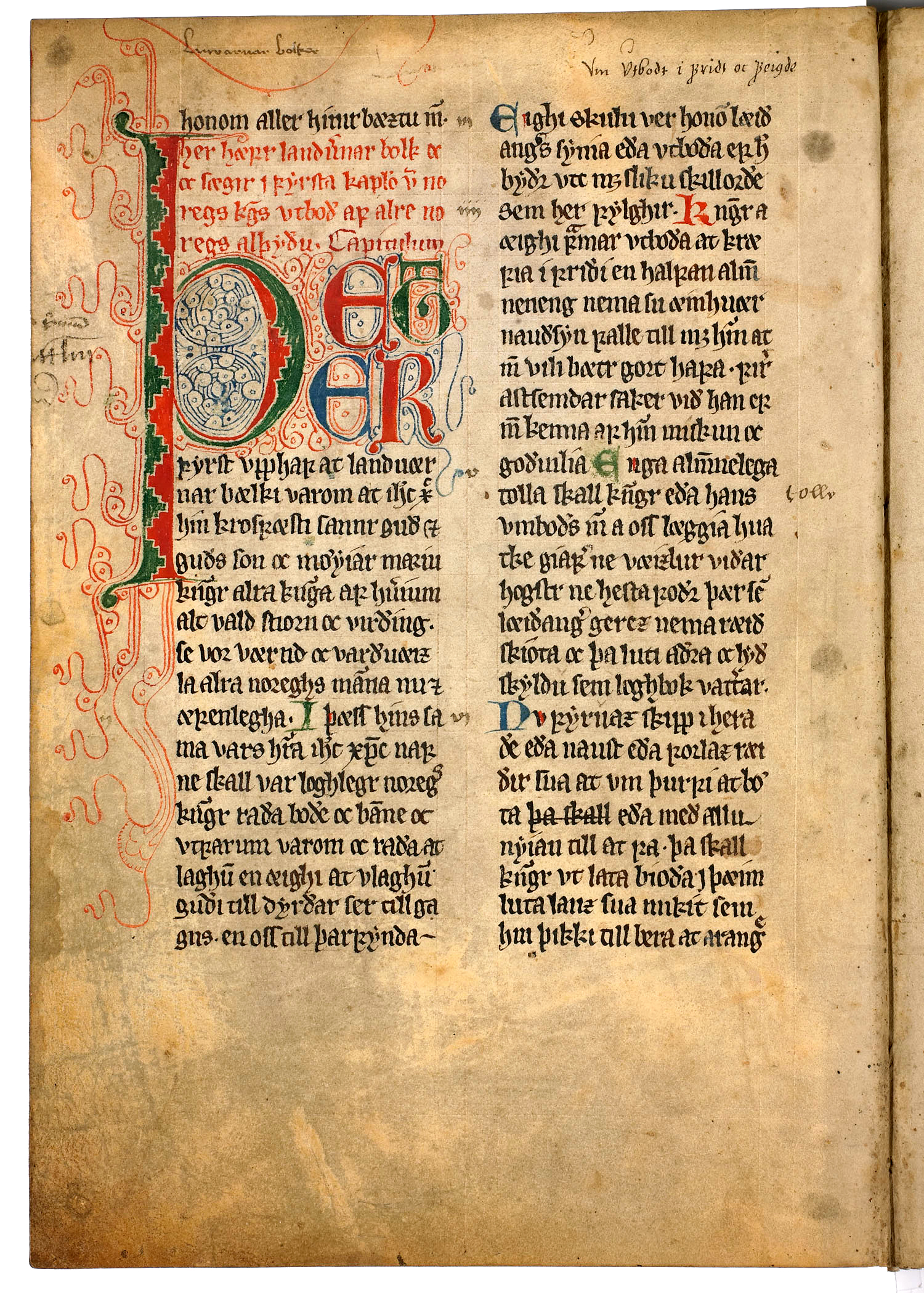
Première page de la partie sur la défense du royaume. Manuscrit daté d'environ 1300.

La Loi de Magnus VI de Norvège (en norvégien Magnus Lagabøters landslov) est un ensemble de lois rédigées par le roi Magnus VI de Norvège; lois applicables à l'ensemble de la Norvège. Ces lois écrites entre 1274 et 1276 est l'un des premiers exemples de législation s'appliquant à l'ensemble d'un pays. C'est pour cela que le roi Magnus VI est appelé Lagabøte («den som forbedrer loven») c'est-à-dire «Celui qui améliore la loi».

## Préludes
Avant même l'accession au trône de Magnus VI, tout un travail préparatoire avait été mené par son prédécesseur Håkon IV de Norvège qui s'appuyait sur les anciennes lois, en particulier la Gulatingsloven et la Frostalingsloven des Things de Gula et de Frosta.
En 1267 paraît un premier livre de lois révisées, valable pour le Thing de Gula mais aussi pour les possessions norvégiennes des Orcades, Shetland et îles Féroé. En 1273 est rédigé le livre de lois pour l'Islande. Il est adopté par l'Althing en 1281 et appelé Jarnsíđa.

## Composition de la loi
Bien que la loi s'applique à l'ensemble du pays, elle se composait de quatre livres de lois différents, un pour chaque Thing : Gula, Frosta, Eidsiva et Baga. Cependant le contenu de ces quatre livres était globalement similaire et reposait principalement sur les lois précédentes.
L'ensemble des lois est divisé en 9 parties :
- 1 - Sur le système du droit.
- 2 - Sur le pouvoir royal.
- 3 - Sur la défense du royaume.
- 4 - Sur la protection de la vie et la propriété.
- 5 - Sur le mariage et l'héritage.
- 6 - Sur la terre relevant du droit de propriété et de préemption héréditaire.
- 7 - Sur les questions juridiques liées à la propriété foncière.
- 8 - Sur les dettes, les hypothèques et le commerce.
- 9 - Sur le vol et le serment comme preuve.

Désormais la vengeance est strictement interdite.
La loi stipulait qu'il y avait un devoir de tout un chacun et que celui qui volait de la nourriture ne pouvait pas être puni. Par contre, l'homme qui était en bonne santé et repus mais qui volait devait être battu et mis au travail.

## Réactions de l'Église
La rédaction d'une loi pour tout le pays a renforcé le pouvoir royal. Ce qui a entraîné des réactions, en particulier de l'Église. L'archevêque de Nidaros, Jon Raude, a demandé que la législation vis-à-vis de l'Église, soit révisée. Le fait est qu'en 1269  l'archevêque reproche au roi de trop vouloir réglementer la vie des chrétiens estimant que c'est là le domaine réservé de l'Église. Il y eut un bras de fer qui a débouché sur un compromis appelé «Sættargjerder» à Tønsberg en 1277 dans lequel l'archevêque a réussi à obtenir une déduction fiscale et des privilèges juridiques.

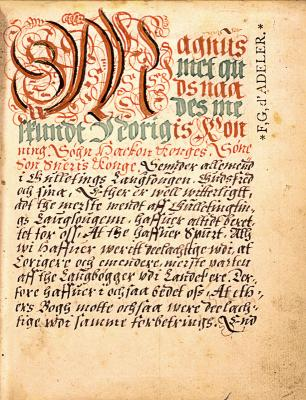
Page de la Magnus Lagabøtes landslov datée d'environ 1590.

## Usage de la loi
Une grande partie de la loi fut utilisée pendant quatre siècles. Elle a été révisée et traduite en danois le 4 décembre 1604 puis renommée Loi pour la Norvège de Christian IV (Christian IVs Norske Lov), du nom du roi Christian IV. Mais concrètement peu de choses avaient été changées. Ce n'est qu'en 1687 que le changement fut réel avec la promulgation des Loi pour la Norvège de Christian V (Christian Vs Norske Lov).

## Distribution des livres
Il y eut au moins 41 copies ou manuscrit du livre lequel s'est trouvé être le livre non religieux le plus utilisé au Moyen-Âge en Norvège. Ces différents exemplaires comportaient des variations dont certaines étaient importantes. Mais ces variations étaient connues comme l'attestent les notes que l'on peut trouver sur les copies.